# Iordan Letchkov
Iordan Letchkov   (Sliven, 9 de juliol de 1967) és un exfutbolista búlgar de la dècada de 1990.
Fou 45 cops internacional amb la selecció búlgara amb la qual participà en la Copa del Món de Futbol de 1994.
Pel que fa a clubs, defensà els colors de CSKA Sofia, Hamburger SV, Marsella i Beşiktaş JK.